# Подросток (фильм, 1983)
«Подросток» — советский шестисерийный художественный телефильм, снятый по одноимённому роману Фёдора Михайловича Достоевского. Впервые был показан по телевидению в ноябре 1983 года.

## Сюжет
Девятнадцатилетний юноша Аркадий Долгорукий, незаконнорождённый сын дворянина Андрея Петровича Версилова, после окончания гимназии приехав в столичный город — Санкт-Петербург, останавливается в доме родной матери. Юноше кажется, что жизнь и судьба его обидели: причину своих душевных мучений он видит в поступках своих близких — главным образом, матери и отца. Он сразу же оказывается вовлечён в череду интриг и сложные взаимоотношения с отцом.
Однако позже выясняется, что Аркадий ещё слишком молод и мало знает, чтобы судить других людей. Его жизненное становление, закалка характера и мировоззренческое прозрение происходит на фоне страстей, обмана, ханжества и корысти мира взрослых. Как писал Достоевский: «Разложение — главная видимая мысль романа. Аркадий — „дитя случайного семейства“».
Сцены из фильма снимали в бывших домах Ю. Д. Москатиньева в переулке Чернышевского, 6.

## В ролях
- Андрей Ташков — Аркадий Макарович Долгорукий
- Олег Борисов — Андрей Петрович Версилов
- Лариса Малеванная — Софья Андреевна Долгорукая
- Евгений Герасимов — князь Серёжа
- Марина Федина — Лиза Долгорукая
- Леонид Оболенский — старый князь Сокольский
- Татьяна Ташкова — Катерина Николаевна Ахмакова
- Наталья Гундарева — Татьяна Павловна Пруткова
- Олег Голубицкий — Стебельков
- Лариса Удовиченко — Анна Андреевна Версилова
- Игорь Донской — Макар Иванович
- Анатолий Омельченко — Ламберт
- Евгения Симонова — Альфонсина
- Борис Галкин — Крафт
- Александр Хотченков — Васин
- Борис Новиков — Пётр Ипполитович
- Элла Некрасова — Дарья Онисимовна
- Виктор Гордеев — Ефим Зверев
- Владимир Ширяев — барон Р.
- Вилнис Бекерис — барон Бьоринг
- Николай Засухин — Николай Семёнович
- Софья Павлова — Марья Ивановна
- Юрий Васильев — Андрей Андреевич Версилов
- Александр Вдовин — Степан, лакей Вожжинского
- Николай Сморчков — лакей Вожжинского
- Наталья Стриженова — Олимпиада Алексеевна Фанариотова
- Анна Фроловцева — служанка
- Маргарита Жарова — квартирная хозяйка
- Вера Ивлева — Марья
- Борис Шувалов — Петя Тришатов
- Борис Клюев — Афердов
- Валерий Баринов — Александр Семёнович, доктор
- Людмила Дмитриева — дама в пансионе
- Всеволод Шиловский — Тушар
- Владимир Ферапонтов — начальник тюрьмы
- Филимон Сергеев — эпизод

## Съёмочная группа
- Автор сценария и режиссёр-постановщик: Евгений Ташков
- Оператор-постановщик: Олег Мартынов
- Художник-постановщик: Владимир Филиппов
- Композитор: Борис Чайковский
- Звукооператор: Вячеслав Карасёв
- Музыкальный редактор: Мина Бланк
- Заместитель директора картины: Сергей Каграманов
- Директор картины: Алла Жаворонкова.